# Jaroslav Kos (politik)
Jaroslav Kos (11. října 1950 - 2021) byl český a československý politik Komunistické strany Československa a KSČM, poslanec Sněmovny národů a Sněmovny lidu Federálního shromáždění po sametové revoluci.

## Biografie
Profesně byl k roku 1990 uváděn jako vedoucí odboru investic, bytem Karviná.
V únoru 1990 zasedl v rámci procesu kooptací do Federálního shromáždění po sametové revoluci do české části Sněmovny národů (volební obvod č. 68 – Havířov, Severomoravský kraj) jako poslanec za KSČ reprezentující novou garnituru nezatíženou výraznější normalizační politickou aktivitou. Ve volbách roku 1990 byl zvolen, nyní již za federalizovanou KSČM, do Sněmovny lidu. Ve Federálním shromáždění setrval do konce funkčního období, tedy do voleb roku 1992.
Od roku 1996 byl evidován jako živnostník v oboru stavebních a projekčních prací, bytem Petřvald.